# El Progreso, Asunción Nochixtlán
El Progreso är en ort i Mexiko.   Den ligger i kommunen Asunción Nochixtlán och delstaten Oaxaca, i den sydöstra delen av landet, 300 km sydost om huvudstaden Mexico City. El Progreso ligger 2 281 meter över havet och antalet invånare är 112.
Terrängen runt El Progreso är varierad. Runt El Progreso är det glesbefolkat, med 9 invånare per kvadratkilometer. Närmaste större samhälle är Asunción Nochixtlán, 9,8 km väster om El Progreso. I omgivningarna runt El Progreso växer huvudsakligen savannskog.